# マット・ハッセルベック
マシュー・マイケル・ハッセルベック（Matthew Michael Hasselbeck、1975年9月25日 - ）は、アメリカ合衆国コロラド州ボルダー出身の元アメリカンフットボール選手。ポジションはクォーターバック（QB）。現在はESPNの「Sunday NFL Countdown」でアナリストを務めている。
シアトル・シーホークスで長くQBとして活躍し、スーパーボウル初出場を含め、チームを6度のプレーオフ進出に導いた。プロボウルに3回選出。

## 経歴
ハッセルベックは、元ニューイングランド・ペイトリオッツのタイトエンドだったドン・ハッセルベックを父に持つ。
1994年から1997年までボストンカレッジのイーグルスフットボールチームでプレーした。そのうちの2年間は弟のティムも同チームに在籍していた。先発クォーターバックとして大学生活を終え、卒業後はティムがQBを務めた。マーケティングの学位を取得し大学を卒業した。
弟のティムものちにNFL選手となり、主に控えQBとして複数チームに在籍した。

## NFL

### グリーンベイ・パッカーズ
1998年のNFLドラフト6巡目でグリーンベイ・パッカーズに指名された。同年チームの練習生となり、1999年と2000年のNFLシーズンは先発クォーターバックのブレット・ファーヴの控えであった。

### シアトル・シーホークス
2001年3月2日、ハッセルベックはシアトル・シーホークスへトレードされた。パッカーズは彼とドラフト1位（全体17位）、シーホークスはドラフト1位（全体10位）と3位（全体72位）をトレードした。ハッセルベックは、1998年までパッカーズのヘッドコーチであったマイク・ホルムグレンと再び合流することとなった。
シアトルでの初期はトレント・ディルファーとポジションを争ったが、2002年シーズンの後半の活躍により、ハッセルベックはスターターの地位を確かなものとして2003年を迎えた。

#### スターターとして活躍、初のプレーオフ出場
2003年シーズン、ハッセルベックは全16試合に先発出場し、10勝6敗の好成績でチームを1988年以来となるプレーオフ出場に導いた。またこのシーズンではプロボウルにも選出された。
グリーンベイ・パッカーズとのナショナル・フットボール・カンファレンス（NFC）ワイルドカードゲームでは、オーバータイムのコイントスに勝ち、先攻するかどうかを審判に尋ねられた際、「We want the ball and we're gonna score.（ボールをもらう。そして得点して勝つ）」と発言した。この言葉が有名になったのは、2度目のドライブでハッセルベックが投じたパスがパッカーズのコーナーバックアル・ハリスにインターセプトされ、52ヤードの決勝インターセプトリターンタッチダウンとなったからである。これにより試合は33-27でパッカーズの勝利、シーホークスは敗退となった。
2004年、チームは9勝7敗でNFC西地区優勝を果たしたが、ワイルドカードで敗退した。

#### スーパーボウル出場
2005年、ハッセルベックはNFCで最高のパサーレイティング98.2を獲得した。チームも13勝3敗の好成績で西地区優勝、NFC第1シードを獲得し、3年連続のプレーオフ進出となった。1983年以来遠ざかっていたプレーオフでの勝利も決め、シーホークスはチーム史上初となるスーパーボウル出場を果たした。対戦相手はアメリカンフットボールカンファレンス（AFC）のピッツバーグ・スティーラーズであった。試合は、スティーラーズが21-10のスコアでシーホークスに勝利した。ハッセルベックはパス26回成功、273ヤード、1タッチダウン、1インターセプトの成績であった。
このスーパーボウルでは、審判の判定が物議を醸した。第1クォーターにハッセルベックが投じたパスをワイドレシーバーダレル・ジャクソンにがエンドゾーン内でキャッチし、一見タッチダウンと思われたが、オフェンシブ・パスインターフェアランスと判定され無効とされた。また、第4クォーターでシーホークスのオフェンシブタックルのショーン・ロックリアがホールディングの反則を取られ、ハッセルベックが投じたパスが無効とされた。さらに、ハッセルベックが取られたイリーガルブロックの反則、ジェラミー・スティーブンスへのパスが不成功と判定されたこと など、シーホークスは多くの不運な判定に見舞われたといえる。主審のビル・リーヴィは後に、判定に誤りがあり試合に影響したことを認め、「死ぬまで後悔し続けるだろう」と語った。なお、ハッセルベックがスクランブル中にファンブルしたように見えたが、ダウンバイコンタクトでファンブルではないとされた判定もあった。
ハッセルベックはこのシーズンのプロボウルに選出された。
2006年シーズンは怪我にたたられた。開幕から4勝1敗と好調であったが、第7週に相手ラインバッカーと接触し、膝を負傷した。4試合欠場のあと復帰した試合で手の指を骨折したが、その状態でシーズン終了まで出場し続けた。チームは9勝7敗で西地区優勝を決めプレーオフに進出した。第4シードのシーホークスはワイルドカードラウンドでダラス・カウボーイズに勝利したが、ディビジョナルラウンドでは第1シードのシカゴ・ベアーズにオーバータイムの末27-24で敗れた。
2007年、ハッセルベックは3,966パスヤード、28タッチダウン（いずれもキャリアハイ）、パス成功率62.6%、パサーレイティング91.4の好成績を記録し、チームも10勝6敗で4年連続の西地区優勝、5年連続のプレーオフ進出を決めた。ワシントン・レッドスキンズとのNFCワイルドカードでは35対14で勝利したが、グリーンベイ・パッカーズとのディビジョナルラウンドでは、序盤に14-0とリードしていたにもかかわらず、42-20で逆転負けを喫した。ハッセルベックは2007年シーズンにヤード数、試投数、タッチダウンパス数でキャリアハイを記録し、3度目のプロボウルに選出された。

#### 2008年以降
2008年、プレシーズン開幕戦で負傷した。スターターとしてレギュラーシーズンを迎えたが、10月5日のニューヨーク・ジャイアンツ戦で膝を痛め、さらにアリゾナ・カージナルス戦で頭部へのヒットを受けた。これらの怪我により、このシーズンは7試合の先発出場にとどまった。チームは4勝12敗で地区3位となり、2003年以来続いていたプレーオフ進出を逃した。
2009年、第2週のサンフランシスコ・フォーティナイナーズ戦で肋骨を骨折。2試合欠場後復帰した。チームは5勝11敗で地区3位となり、2年連続でプレーオフ進出を逃した。シーズン最終週、ハッセルベックはシーホークスの「スティーブ・ラージェント賞」を受賞した。
2010年、チームのヘッドコーチにピート・キャロルが就任した。ハッセルベックは負傷によってシーズン後半の試合を欠場し、チームは最後の10試合のうち7試合に敗れた。それでも、チームは7勝9敗で5回目のNFC西地区優勝を果たし、プレーオフに進出した。シーホークスはNFL史上初めて、負け越しで地区優勝を果たしたチームとなり、ワイルドカードラウンドをホームで迎えることとなった。対戦相手は前年度スーパーボウルの覇者ニューオーリンズ・セインツであった。ハッセルベックはチームのポストシーズン記録となる4タッチダウンを決め、パサーレイティング113.0を記録した。この試合では、チームの伝説ともなったマーショーン・リンチによる「ビースト・クエイク」が飛び出した。ハッセルベックはこのプレーで自らラン・ブロックのためダウンフィールドに走り、危うくブロックインザバックの反則を取られるところであった。試合は41-36でシアトルの勝利となった。しかし続くディビジョナルラウンドのシカゴ・ベアーズ戦では、ハッセルベックは258ヤード、3タッチダウンを決めたものの35-24で敗れた。

### テネシー・タイタンズ
2011年7月29日、ハッセルベックはテネシー・タイタンズと3年2100万ドルの契約を結んだ。ハッセルベックをタイタンズに誘った取締役副社長兼最高執行責任者マイク・ラインフェルトは、元シーホークスの球団幹部であった。チームを勝利に導くベテランクォーターバックとして、そして同年ドラフト1位のQBジェイク・ロッカーの指導役としてハッセルベックは最適とみられていた。全試合に先発出場し、チームは9勝7敗と勝ち越したがプレーオフ出場を逃した。
2012年、QBロッカーがスターターに指名されたがその後負傷したことにより、ハッセルベックが5試合に先発出場することとなった。チームは6勝10敗でシーズンを終えた。シーズン終了後、ハッセルベックはタイタンズから解雇された。

### インディアナポリス・コルツ
2013年3月19日、インディアナポリス・コルツはハッセルベックと最大7.25万ドルの2年契約を締結した。前年のドラフト全体1位のQBアンドリュー・ラックをバックアップし、試合でのプレー時間はほとんどないものの、若きスターを指導した。
2015年シーズンも1年契約でコルツに残留した。10月4日、負傷したラックの代役としてコルツでの初先発を果たし、16-13でジャクソンビル・ジャガーズを破った。さらに10月8日、ヒューストン・テキサンズ戦を27-20で勝利。11月22日のアトランタ・ファルコンズ戦、11月30日のタンパベイ・バッカニアーズ戦にも勝利し、40歳のハッセルベックはスターターとして4連勝を決めた。
しかしその後怪我が重なり、コルツは3連敗を喫することとなった。12月27日のマイアミ・ドルフィンズ戦がキャリア最後の先発となった。この試合ではハッセルベックは負傷により途中交代したが、チームは18-12で勝利した。

### 引退
2016年3月9日、ハッセルベックはプロフットボールからの引退を発表し、弟ティムとともにESPNのアナリストとなると語った。
2021年8月25日、ハッセルベックが2021年10月25日にシアトル・シーホークスのリングオブオナー入りを果たすと報じられた。

## 詳細情報

### レギュラーシーズン
| 年度      | チーム    | 背 番 号  | 試合 | 試合 | パス      | パス      | パス      | パス        | パス             | パス | パス | パス          | ラン      | ラン        | ラン             | ラン | 記録              |
| 年度      | チーム    | 背 番 号  | 出場 | 先発 | 成功 回数 | 試投 回数 | 成功 確率 | 獲得 ヤード | 平均 獲得 ヤード | TD   | Int  | レイテ ィング | 試行 回数 | 獲得 ヤード | 平均 獲得 ヤード | TD   | 先発出場 試合勝敗 |
| --------- | --------- | --------- | ---- | ---- | --------- | --------- | --------- | ----------- | ---------------- | ---- | ---- | ------------- | --------- | ----------- | ---------------- | ---- | ----------------- |
| 1999      | GB        | 11        | 16   | 0    | 3         | 10        | 30.0      | 41          | 4.1              | 1    | 0    | 77.5          | 6         | 15          | 2.5              | 0    |                   |
| 2000      | GB        | 11        | 16   | 0    | 10        | 19        | 52.6      | 104         | 5.5              | 1    | 0    | 86.3          | 4         | -5          | -1.3             | 0    |                   |
| 2001      | SEA       | 8         | 13   | 12   | 176       | 321       | 54.8      | 2,023       | 6.3              | 7    | 8    | 70.9          | 40        | 141         | 3.5              | 0    | 5-7               |
| 2002      | SEA       | 8         | 16   | 10   | 267       | 419       | 63.7      | 3,075       | 7.3              | 15   | 10   | 87.8          | 40        | 202         | 5.1              | 1    | 5-5               |
| 2003      | SEA       | 8         | 16   | 16   | 313       | 513       | 61.0      | 3,841       | 7.5              | 26   | 15   | 88.8          | 36        | 125         | 3.5              | 2    | 10-6              |
| 2004      | SEA       | 8         | 14   | 14   | 279       | 474       | 58.9      | 3,382       | 7.1              | 22   | 15   | 83.1          | 27        | 90          | 3.3              | 1    | 7-7               |
| 2005      | SEA       | 8         | 16   | 16   | 294       | 449       | 65.5      | 3,459       | 7.7              | 24   | 9    | 98.2          | 36        | 124         | 3.4              | 1    | 13-3              |
| 2006      | SEA       | 8         | 12   | 12   | 210       | 371       | 56.6      | 2,442       | 6.6              | 18   | 15   | 76.0          | 18        | 110         | 6.1              | 0    | 7-5               |
| 2007      | SEA       | 8         | 16   | 16   | 352       | 562       | 62.6      | 3,966       | 7.1              | 28   | 12   | 91.4          | 39        | 89          | 2.3              | 0    | 10-6              |
| 2008      | SEA       | 8         | 7    | 7    | 109       | 209       | 52.2      | 1,216       | 5.8              | 5    | 10   | 57.8          | 11        | 69          | 6.3              | 0    | 1-6               |
| 2009      | SEA       | 8         | 14   | 14   | 293       | 488       | 60.0      | 3,029       | 6.2              | 17   | 17   | 75.1          | 26        | 119         | 4.6              | 0    | 5-9               |
| 2010      | SEA       | 8         | 14   | 14   | 266       | 444       | 59.9      | 3,001       | 6.8              | 12   | 17   | 73.2          | 23        | 60          | 2.6              | 3    | 6-8               |
| 2011      | TEN       | 8         | 16   | 16   | 319       | 518       | 61.6      | 3,571       | 6.9              | 18   | 14   | 82.4          | 20        | 52          | 2.6              | 0    | 9-7               |
| 2012      | TEN       | 8         | 8    | 5    | 138       | 221       | 62.4      | 1,367       | 6.2              | 7    | 5    | 81.0          | 13        | 38          | 2.9              | 0    | 2-3               |
| 2013      | IND       | 8         | 3    | 0    | 7         | 12        | 58.3      | 130         | 10.8             | 0    | 1    | 61.1          | 2         | -2          | -1.0             | 0    |                   |
| 2014      | IND       | 8         | 4    | 0    | 30        | 44        | 68.2      | 301         | 6.8              | 2    | 0    | 102.6         | 8         | -11         | -1.4             | 0    |                   |
| 2015      | IND       | 8         | 8    | 8    | 156       | 256       | 60.9      | 1,690       | 6.6              | 9    | 5    | 84.0          | 16        | 15          | 0.9              | 0    | 5-3               |
| NFL：17年 | NFL：17年 | NFL：17年 | 207  | 158  | 3,222     | 5,330     | 60.5      | 36,638      | 6.9              | 212  | 153  | 82.4          | 365       | 1,231       | 3.4              | 8    | 85-75-0           |

### ポストシーズン
| 年度  | チーム | 試合 | 試合 | パス      | パス      | パス      | パス        | パス            | パス | パス | パス         | ラン      | ラン        | ラン            | ラン | 記録              |
| 年度  | チーム | 出場 | 先発 | 成功 回数 | 試投 回数 | 成功 確率 | 獲得 ヤード | 平均 獲得ヤード | TD   | Int  | レイティング | 試行 回数 | 獲得 ヤード | 平均 獲得ヤード | TD   | 先発出場 試合勝敗 |
| ----- | ------ | ---- | ---- | --------- | --------- | --------- | ----------- | --------------- | ---- | ---- | ------------ | --------- | ----------- | --------------- | ---- | ----------------- |
| 2003  | SEA    | 1    | 1    | 25        | 45        | 55.6      | 305         | 6.8             | 0    | 1    | 67.4         | 0         | 0           | 0.0             | 0    | 3-0               |
| 2004  | SEA    | 1    | 1    | 27        | 43        | 62.8      | 341         | 7.9             | 2    | 1    | 93.3         | 2         | 26          | 13.0            | 0    | 2-1               |
| 2005  | SEA    | 3    | 3    | 62        | 103       | 60.2      | 707         | 6.9             | 4    | 1    | 89.7         | 15        | 83          | 5.5             | 1    | 1-1               |
| 2006  | SEA    | 2    | 2    | 36        | 69        | 52.2      | 435         | 6.3             | 3    | 3    | 68.2         | 3         | 11          | 3.7             | 0    | 1-1               |
| 2007  | SEA    | 2    | 2    | 39        | 65        | 60.0      | 423         | 6.5             | 2    | 2    | 76.6         | 3         | 0           | 0.0             | 0    | 0-1               |
| 2010  | SEA    | 2    | 2    | 48        | 81        | 59.3      | 530         | 6.5             | 7    | 1    | 102.4        | 2         | -1          | -0.5            | 0    | 1-1               |
| Total | Total  | 11   | 11   | 237       | 406       | 58.4      | 2,741       | 6.8             | 18   | 9    | 84.4         | 25        | 119         | 4.8             | 1    | 8-5               |

### シアトル・シーホークス　フランチャイズ記録

#### レギュラーシーズン
- 先発QBとして最多勝利（シーズン）：13（2005年、13勝3敗）（ラッセル・ウィルソンとタイ）[41]
- 最多試投回数（シーズン）：562（2007年）[42]
- 最多試投回数（試合）：55回（フォーティナイナーズ戦、2002年12月1日）[43]
- 最多パス成功回数（試合）：39回（ライオンズ戦、2009年11月8日）[44]
- 最多パスタッチダウン（試合）：5[45]（3選手とタイ）
- 1シーズンでの第4クォーター逆転勝利：4（2006年）（ラッセル・ウィルソン、デイブ・クレイグ（英語版）とタイ）
- 1シーズンでの決勝ドライブ：5（2006年）（ラッセル・ウィルソン、デイブ・クレイグとタイ）

#### ポストシーズン
- インターセプトなしでの連続パス試投：109（2004–2005年）
- 1試合での最多タッチダウンパス：4（2011年1月8日、セインツ戦）